# Xã Grandview II, Quận Jackson, South Dakota
Xã Grandview II (tiếng Anh: Grandview II Township) là một xã thuộc quận Jackson, tiểu bang Nam Dakota, Hoa Kỳ. Năm 2010, dân số của xã này là 6 người.